# خوان كارلوس روميرو (لاعب رماية)
خوان كارلوس روميرو (بالإسبانية: Juan Carlos Romero) هو لاعب رماية غواتيمالي، ولد في 12 أكتوبر 1963.

## وصلات خارجية
- خوان كارلوس روميرو على موقع أوليمبيديا (الإنجليزية)